# Lipics Zsolt
Lipics Zsolt (Pécs, 1966. február 22. –) Jászai Mari-díjas magyar színész, a Pécsi Nemzeti Színház igazgatója.

## Életpálya
A pécsi Leőwey Klára Gimnáziumban érettségizett. 1984-től a Színművészeti Főiskola hallgatója. Kazimir Károly színész osztályának növendékeként diplomázott 1988-ban. Egy évadot a Szegedi Nemzeti Színházban töltött. 1989-től a kaposvári Csiky Gergely Színház tagja volt. 1998 óta a Pécsi Nemzeti Színház művésze. 2021-től az intézmény igazgatója.

## Fontosabb színházi szerepei
- Charles Dickens - Lionel Bart: Oliver!...Dörzsölt; Bill Sikes
- E. T. A. Hoffmann: Diótörő...Kék egér
- Nyikolaj Vasziljevics Gogol: A revizor...Miska; Pjotr Ivanovics Dobcsinszkij
- Kornis Mihály: Büntetések...K.
- Weöres Sándor: Holdbéli csónakos...Paprika Jancsi
- Weöres Sándor: A kétfejű fenevad, avagy Pécs 1686-ban...Windeck
- George Orwell: Állatfarm...Mózes, holló
- Alan Alexander Milne: Micimackó...Nyuszi
- Jean Anouilh: Szeret, nem szeret...Nicolas
- Makszim Gorkij: Éjjeli menedékhely...Aljoska; Báró (35 éves)
- William Shakespeare - Heiner Müller: Macbeth...Malcolm
- Shakespeare: Vízkereszt, vagy bánom is én...Malvolio (nemesember, háznagy Oliviánál)
- Shakespeare: III. Richárd...2. gyilkos
- Bertolt Brecht - Kurt Weill: Koldusopera...Kikiáltó; Lóvé Mátyás;
- Szamuil Jakovlevics Marsak: A bűvös erdő...farkas
- Howard Barker: Jelenetek egy kivégzésből...Lasagne, festő
- Ken Kesey - Dale Wassermann: Kakukkfészek...Cheswick
- Fjodor Mihajlovics Dosztojevszkij - Bezerédi Zoltán: Bűn és bűnhődés...Raszkolnyikov
- Samuel Beckett: A játszma vége...Nagg
- Nagy András: Mi, hárman...Balázs, művész
- Oscar Wilde: Salome...Heródias apródja
- Thomas Bernhard: A szokás hatalma...bohóc
- Jevgenyij Lvovics Svarc: Hétköznapi csoda...vadász
- Bródy Sándor: A tanítónő...Káplán
- Horváth Péter: Csaó, Bambinó...Én
- Darvasi László: Vizsgálat a rózsák ügyében...a nyomozó barátja
- Lehár Ferenc: Luxemburg grófja...törvényszéki elnök
- Lehár Ferenc: Fekete Péter...Pierre Lenoir
- Christopher Hampton: Emberbarát...Braham
- Georges Feydeau: Osztrigás Mici...Marollier (hadnagy párbajsegéd)
- Feydeau: A hülyéje...Pinchard
- Feydeau: Bolha a fülbe...Doktor Finache
- Anton Pavlovics Csehov: Ványa bácsi...Asztrov
- Csehov: Cseresznyéskert...Gajev (Ranyevszkaja testvére)
- Ödön von Horváth: Mesél a bécsi erdő...Erich
- Spiró György: Szappanopera...szereplő (Pécsi Harmadik Színház)
- Spiró György: Elsötétítés...Férfi
- Egressy Zoltán: Sóska, sültkrumpli...Bíró (Lacikám)
- Georg Büchner: Danton halála...szereplő
- Leonard Bernstein: West Side Story...Glad Hand
- Szakonyi Károly: Adáshiba...Dönci (a fiúk)
- Háy János: A Herner Ferike faterja...Krekács Béla, munkanélküli férfi (Pécsi Harmadik Színház)
- Háy János: A Senák...A Senák
- Luigi Pirandello: IV. Henrik...Landolf (titkos tanácsos)
- J. M. Synge - Petőfi Sándor: A Szentek kútja - A helység kalapácsa...Harangláb
- Molnár Ferenc: Az Ördög...László
- Molnár Ferenc: A doktor úr...Puzsér
- Csáth Géza: A Janika...Pertics Jenő
- Zerkovitz Béla - Szilágyi László: A csókos asszony...Kubanek Helmuth (Kubanek)
- Eisemann Mihály - Szilágyi László: Én és a kisöcsém...Zolestyák (irodaszolga és lakáj a "Röntgenszem"-nél)
- Vajda Katalin - Fábri Péter: Anconai szerelmesek...Giovanni (cukrász)
- Szikora Róbert - Valla Attila: Macskafogó...Safranek
- Szép Ernő: Patika...Patikus
- Paul Portner: Hajmeresztő...Tony Whitecomb
- Csokonai Vitéz Mihály: Karnyóné, avagy a vénasszony szerelme...Tipptopp (párizsi gavallér)
- John Fowles: A francia hadnagy szeretője...Sam
- Efrájim Kishon: A házasságlevél...Robert Knoll (a vőlegény) (Ivancsics Ilona és Színtársai)
- Pozsgai Zsolt - Bradányi Iván - Nagy Tibor: A kölyök...Charlie Chaplin (30 évesen A kölyök forgatása idején)
- Molière: A képzelt beteg...Dr. Thomas D'Auveregne (D'Auveregne fia)
- Molière: Tartuffe...Orgon (Elmira férje)
- Carlo Goldoni: A hazug...Brighella
- Ion Luca Caragiale: Az elveszett levél...szereplő
- Jacobi Viktor: Leányvásár...Jefferson (Harrison titkára)
- Claude Magnier: Oscar...Oscar (akit mindenki keres)
- Ács Bálint: A Tenkes kapitánya...Vogeller (Siklósi Várszínház)
- Ray Cooney - John Chapman: Duplafoglalás...Tristan Pangbourne (Pécsi Szabadtéri Játékok - Káptalan utcai Szabadtéri Színpad)
- Kálmán Imre: Csárdáskirálynő...Miska főpincér
- Békés Pál - Dés László - Geszti Péter: A dzsungel könyve...Csil
- Peter Shaffer: Black comedy...Harold Gorringe
- Szophoklész: Antigoné...Őr
- Lyman Frank Baum: Óz, a nagy varázsló...Oszkár Zoroaszter Csiribian mágus (Óz)
- Presser Gábor - Horváth Péter -  Sztevanovity Dusán: A padlás...Témüller (azelőtt házmester, most önkéntes)
- Woody Allen: Játszd újra, Sam!...Allen Felix
- Marc Camoletti: Boeing, Boeing...Robert
- Békeffi István - Harmath Imre -  Márai László - Szilágyi László - Vadnay László - Vitéz Miklós - Márkus Alfréd: Meseautó...Halmos Aladár, az irattár vezetője a bankban
- Francis Veber: Balfácánt vacsorára...Francois
- Lars von Trier: Főfőnök...Ravn

## Filmek, tv
- Georges Feydeau: Bolha a fülbe (színházi előadás tv-felvétele, 1988)
- Tanmesék a szexről (1989)...Katona
- A revizor (1989)...Miska
- Koltai kabaré (színházi előadás tv-felvétele, 1991)
- Meg kell szakadni! Rejtő kabaré (színházi előadás tv-felvétele)
- Sose halunk meg (1993)
- Patika (sorozat) 8. rész (1995)
- Karnyóné
- Kisváros (sorozat) A rendszergazda című rész (2001)
- Bumerang (2006)
- Géniusz, az alkimista (sorozat) (2010)...Sándor
  - A halott ember naplója című rész
  - Bölcsek hegye című rész
  - Az elixír  című rész
- A föld szeretője (2010)...Guzmann
- Georges Feydeau: Bolha a fülbe (színházi előadás tv-felvétele, 2014)
- Munkaügyek (sorozat, 2017) ...ügyfél

## Díjai, elismerései
- Szendrő József-díj (2001)
- Városháza Emlékérem (2017)
- Jászai Mari-díj (2018)
- A Magyar Érdemrend lovagkeresztje (2022)
- Nívó-díj
- Közönségdíj